# Узумчины

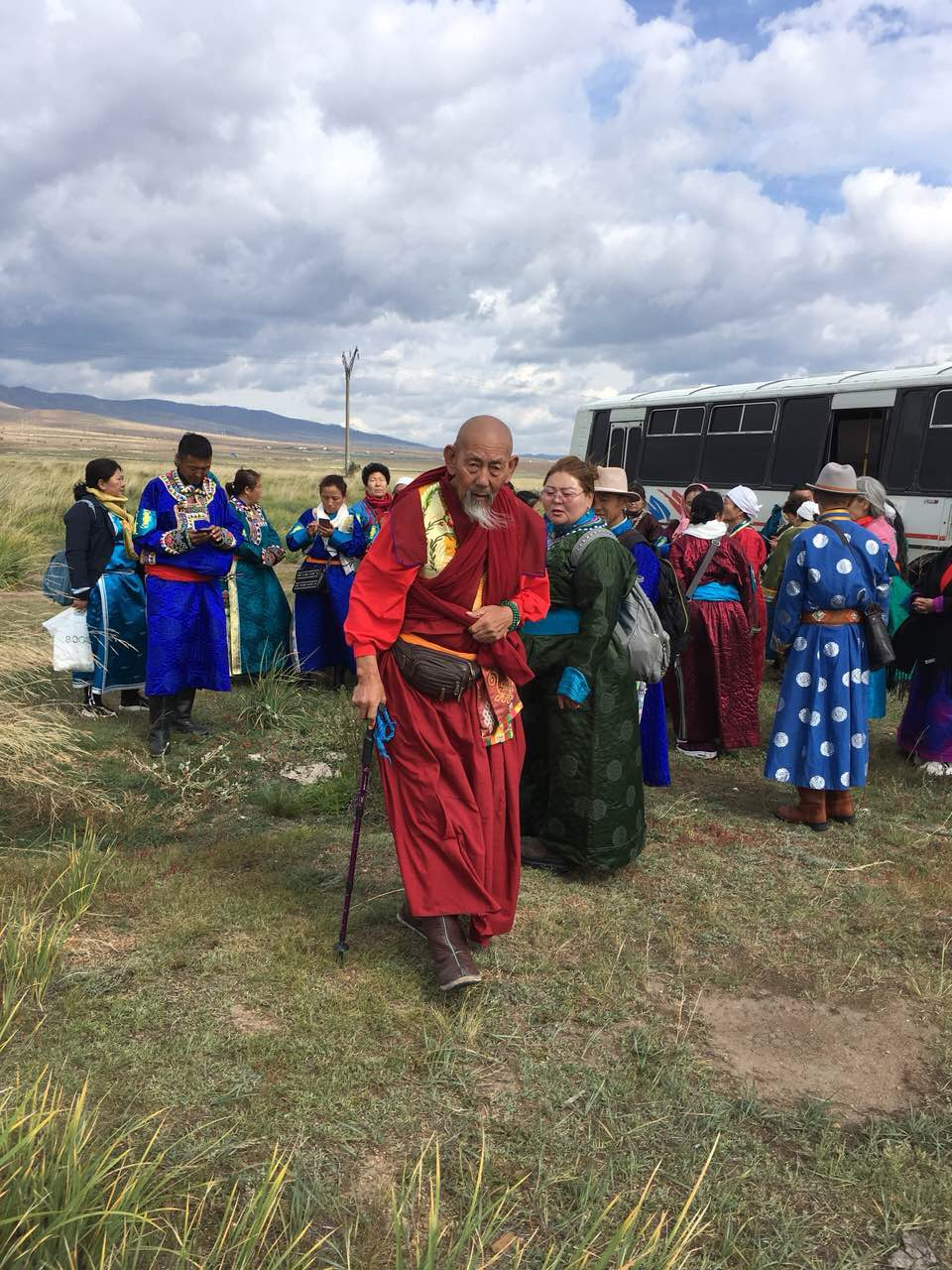
Узумчины-паломники в местности Улзы-Добо, Бурятия, 2017 г.

Узумчи́ны (монг. үзэмчин, ᠤᠵᠤᠮᠤᠴᠢᠨ) — один из малочисленных монгольских народов. Согласно переписи 2010 года численность в Монголии (в основном в аймаке Дорнод) составляла 2577 человек, но бо́льшая  часть проживает на территории КНР (автономный район Внутренняя Монголия), где при переписях узумчины никак не выделяются и учитываются в составе монголов. Узумчины еще в XX веке сохраняли целый ряд архаичных черт, например древнемонгольскую юрту для хранения реликвий, однако в настоящее время узумчины почти полностью утратили свою прежнюю этническую специфику.

## Язык
Является наречием монгольского языка. Находится на грани исчезновения, так как молодежь ходит в монгольские школы, где все уроки ведутся на монгольском языке.

## Название
Название узумчин в источниках впервые отмечено в XV в. В литературе также встречаются варианты: үзэмчин, үземчин, уземчин. Во Внутренней Монголии также используется вариант наименования — уюмучин (üjümüčin). По одной из теорий название исходит от названия горы Узэмийн-Уул (Виноградная гора). По другой исходит от монгольского слова «uzem», что переводится как «изюм».
Русский путешественник Е. Тимковский, пройдя по Монголии в 1820—1821 гг., встречался с узумчинами и на основе своих исследований полагал, что слово «узумчин» обозначает үземерчин (узумурчин). Слово үзмэрч с монгольского переводится как предсказатель, провидец.

## Деление
Узумчин разделяют на западных (баруун-узумчин) и восточных (зуун-узумчин). 

## Места обитания
Узумчины Монголии живут в Сэргэлэне, Баянтумэне, Чойбалсане, Булгане, что в аймаке Дорнод, а также в сомоне Эрдэнэцагаан аймака Сухэ-Батор. Основная часть узумчинов Китая проживает в аймаке Шилин-Гол Внутренней Монголии на территории хошунов: Дун-Уджимчин-Ци, Си-Уджимчин-Ци. Узумчины иммигрировали из Китая в Монголию после освобождения Китая от японской оккупации в 1945 г.
Согласно данным промежуточной переписи населения Монголии численность узумчинов в сравнении с переписью 2010 года сократилась с 2577 до 2060 чел. (2015 год), из них 79,9 % узумчинов Монголии проживало в Дорнод аймаке, 9,4 % в столице страны Улан-Баторе, 7,9 % в Сухэ-Батор аймаке. Доля городского населения у узумчинов составляла 22,7 %, сельского — 77,3 %.

## История
Узумчины входили в состав чахарского тумэна во время правления династии Северная Юань. Именно в это время земля Онгол-Дурана, одного из сынов хана Боди Алага была названа узумчин.
Со времени своего упоминания узумчины управлялись Батумунху Даян-ханом и его сыновьями, став одним из четырех восточно-чахарских отоков. После Батумунху-хана узумчины находились под властью Боди-Алаг-хана, обитали вместе с хуучитами и сунитами. С конца XVI в. они перешли его сыну — Онгон Дурал-нойону, заселились вместе с родами теленгутов и шувуучин, стали именоваться племенем узумчинов. В XVII в. они стали двигаться на север и переселились на земли по среднему течению р. Керулен, где нашли покровительство у халхаского Сэцэн-хана. В 30-х годах этого столетия снова перекочевали на юг, были включены в состав Цинского государства, власти которых разделили узумчинов на два хошуна и поселили в Силингольском сейме Внутренней Монголии, где они остались по сей день. Узумчинские нойоны и тайджи, тойны и хувараки являются потомками Батумунху Даян-хана. Некоторые из узумчинов Внутренней Монголии в 1945 г. ушли в Монгольскую Народную Республику, где поселились в сомонах Сэргэлэн, Баянтүмэн, Булган Восточного аймака; они являются представителями восточно-узумчинского хошуна Внутренней Монголии. Перешедшие же из западно-узумчинского хошуна поселились в сомоне Эрдэнэцагаан Сүхбаатарского аймака Монголии.
Согласно преданию, распространенному среди узумчинов, в древности они заселяли земли на Алтайском хребте, а место обитания — так называемая гора Үзмийн цагаан уул — была богата дикорастущим виноградом. Обитатели этого места собирали его, из-за чего появилось название узумчин. Также повествуется о том, что узумчины в древнее время заселяли места под названием Дөрөө хангих и Хонь майлах, откуда перекочевали на восток. Эти места находятся на Алтае. В архивных источниках отмечается, что в период Цинского государства пограничный караул западной точки Северной Монголии находился на Алтае, в местности Хонь майлах. Объяснение узумчинами своего самоназвания связано с названиями винограда или изюма, ибо монголы с давних пор знали эту ягоду и использовали ее в своем рационе питания. Об использовании монголами виноградной водки писал Гильом де Рубрук, который в середине XIII в. побывал в Монголии и встретился с великим ханом Мунхэ. По настоящее время в юго-западной части Алтая имеется место под названием Үзмийн уул (Виноградная гора), где находится виноградное поле и растет дикий виноград.

## Родовой состав
В состав узумчинов входят следующие роды: боржигон, шарнууд, түмчүүд, хавхчин, баргачууд, цагаан аймаг, чилингэр, урианхан, хэс, бярган, бухайн аймаг, халхчууд, огтор халх, үнэг шонхор, жороо, тэйх, жомнор, өргөдөг, унагачин, янгаад, буриад, дөрвөд, урианхай, хэрээд, бодонгууд, хэвтүүл, бурас, сартуул, бэлнүүд, гочид, баяд, бүрээчин, аохан, луусчин, ордчин, гонигууд, тэмээчин, тангууд, эшин, гурван хятад, бөх нар, горидууд, шарга морьтон, хайс, цохиочин, баарин, авгачууд, буурал, бураг, хар төвд, галзуу, зурхай, бухсалчи, улаан дээл.

## Фотогалерея
Узумчины-паломники из аймака Шилин-Гол в местности Улзы-Добо, Бурятия, 2019 г.

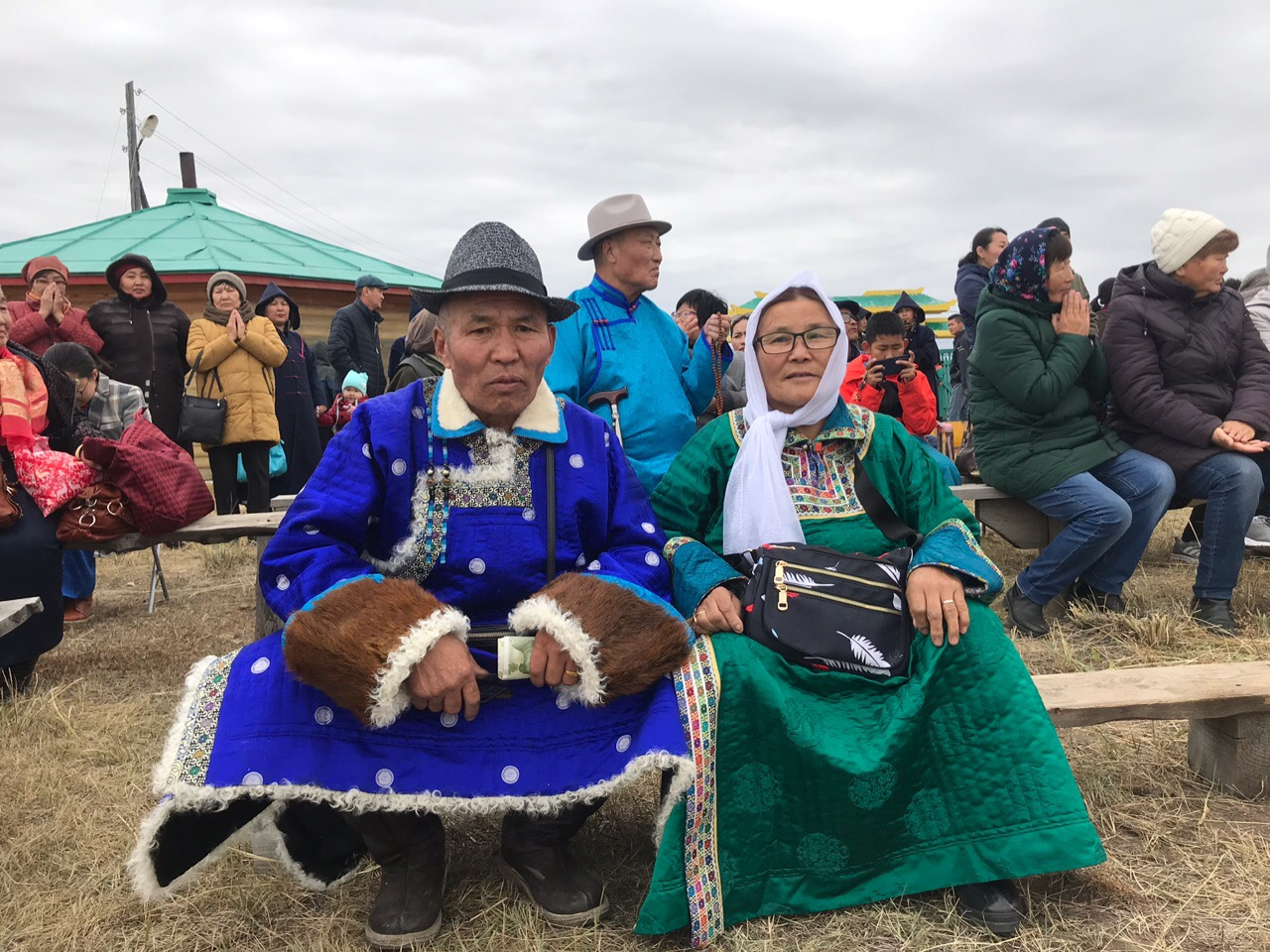
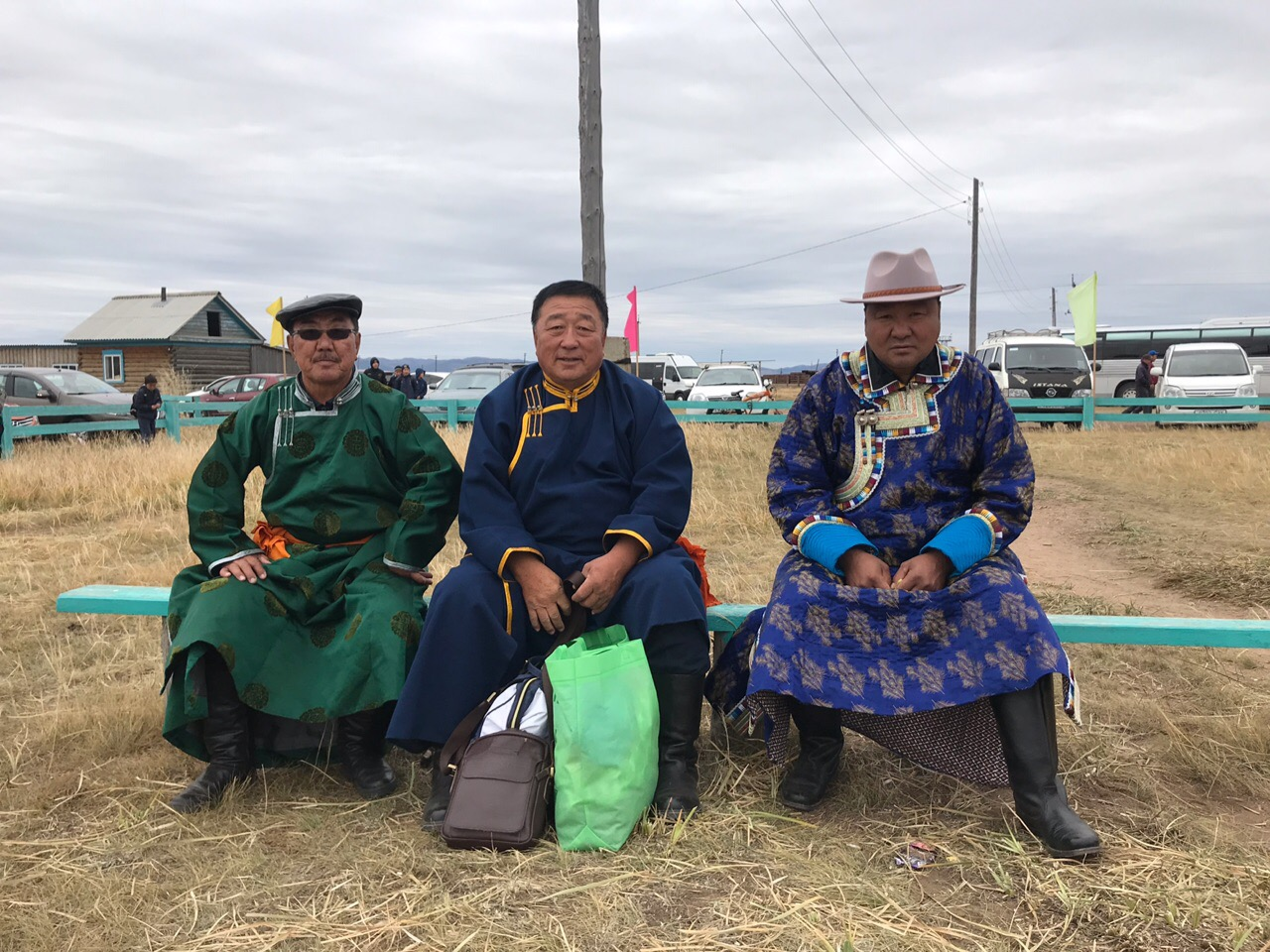